# Процюк Василь Васильович
Василь Васильович Процюк (нар. 5 лютого 1959, село Муховець (Мухавець), тепер у складі смт. Вишнівця Збаразького району Тернопільської області) — український діяч, виконувач обов'язків голови Хмельницької обласної державної адміністрації (2015—2016 рр.).

## Життєпис
У липні — листопаді 1978 року — інженер з нормування праці Виноградівської районної сільгосптехніки Закарпатської області. У листопаді 1978 — грудні 1980 року — служба в Радянській армії.
У грудні 1980 — серпні 1981 року — слухач підготовчого відділення, у серпні 1981 — серпні 1986 року — студент Кам'янець-Подільського сільськогосподарського інституту Хмельницької області. Здобув фах інженера-механіка. Член КПРС.
У серпні — грудні 1986 року — головний інженер, у грудні 1986 — липні 1988 року — звільнений секретар партійної організації, у липні 1988 — серпні 1997 року — голова колгоспу імені Димитрова села Великий Карабчіїв Городоцького району Хмельницької області.
У серпні 1997 — листопаді 2000 року — начальник управління сільського господарства і продовольства Городоцької районної державної адміністрації Хмельницької області. У листопаді 2000 — червні 2002 року — заступник голови Городоцької районної державної адміністрації Хмельницької області.
У червні 2002 — жовтні 2004 року — голова Летичівської районної державної адміністрації Хмельницької області.
До березня 2005 року працював головним інженер ВАТ «Деражнянське хлібоприймальне підприємство (ХПП)». Потім перебував на обліку в Хмельницькому міському центрі зайнятості.
У квітні 2005 — серпні 2015 року — керівник Хмельницького представництва ТОВ «Компанія ЛАН».
У серпні 2015 — квітні 2016 року — 1-й заступник голови Хмельницької обласної державної адміністрації.
18 грудня 2015 — 28 квітня 2016 року — виконувач обов'язків голови Хмельницької обласної державної адміністрації.
Член політичної партії «Блок Петра Порошенка «Солідарність»». З 2015 року — депутат Хмельницької обласної ради від БПП.